# Literatura persa
A literatura persa (em persa: ادبیات پارسی) abrange dois milénios e meio de criação literária, apesar de muito do material pré-islâmico se ter perdido. As suas fontes são a região em que se situa o actual Irão bem como outras áreas da Ásia Central onde a língua persa é ou foi usada. Por exemplo, Molana, um dos mais amados poetas persas, nascido em Bactro (actual Afeganistão), escreveu em persa e viveu em Icônio, então capital dos Seljúcidas. Os gasnévidas conquistaram extensos territórios na Ásia Central e do Sul e adoptaram o Persa como sua língua da corte. Por essa razão há literatura persa em língua persa originária do Irão, Afeganistão e outras partes da Ásia Central. Nem toda esta literatura foi escrita em Persa, uma vez que alguns consideram as obras escritas por persas noutras línguas, como o grego ou o árabe, como fazendo parte da literatura persa.

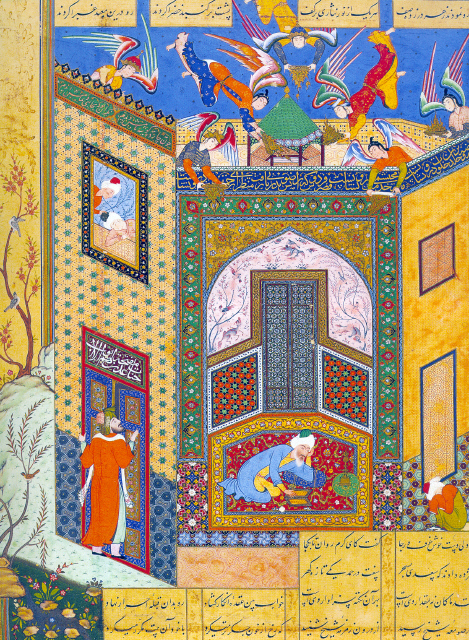
Ilustração do "Jardim das rosas" de Jami, 1553. A imagem junta poesia e miniatura, como é habitual na maioria das obras literárias persas

Descrita como uma das grandes literaturas da humanidade, a literatura persa tem as suas raízes nas obras sobreviventes escritas em Persa Médio e Persa Antigo, o último desde 522 a.C. (a data da inscrição Aqueménida mais antiga, a Inscrição de Beistum). No entanto, a maior parte da literatura persa é a do período após a conquista islâmica do Irão, em cerca de 650 d.C. Após a subida o poder dos Abássidas no ano 750, os persas tornaram-se os escribas e burocratas do Império Islâmico e, cada vez mais, os seus escritores e poetas. A literatura em Persa Moderno surgiu e floresceu nas regiões de Coração e da Transoxiana, por razões políticas - as primeiras dinastias iranianas, como os Taíridas e os Samânidas, tinham o centro do seu poder no Coração.
Os persas escreveram tanto em Persa como em Árabe, predominando o Persa mais tardiamente. Poetas persas como Ferdusi, Saadi, Hafez, Attar, Rumi e Omar Khayyām são mundialmente conhecidos e influenciaram a literatura em vários países.

## Literatura persa clássica

### Literatura persa pré-islâmica
Sobreviveram muito poucas obras do período Aqueménida, em parte devido à destruição da biblioteca de Persépolis.A maior parte do que ficou consiste nas inscrições reais dos reis Aqueménidas, em particular de Dario I (522-486 a.C.) e do seu filho Xerxes I. Muitos documentos Zoroastrianos foram destruídos aquando da Conquista Islâmica do Irão no século VII. Os Parsis que fugiram para a Índia, no entanto, levaram com eles alguns dos livros do cánone Zoroástrico, incluindo partes da Avestá e antigos comentários (Zenda) a esta. Algumas das obras sobre Geografia e viagens da época Sassânida também sobreviveram, apesar de em traduções para Árabe. Nenhum texto de crítica literária do Irão pré-islâmico sobreviveu. Contudo, alguns ensaios em Persa Médio, tal como o "Ayin-e name nebextan" (Livro dos Princípios de Escrita) e o "Bab-e edteda 'I-ye" (Calila e Dimna), foram considerados como crítica literária (Zarrinkoub, 1959).
Alguns investigadores citaram o Xo'ubiyye declarando que os iranianos pré-islâmicos tinham livros sobre a eloquência, como o "Karvand". Não restam traços desses livros. Há indícios de que alguns de entre a elite iraniana estavam familiarizados com a retórica e a crítica literária gregas (Zarrinkoub, 1947).

### Literatura medieval e pré-moderna

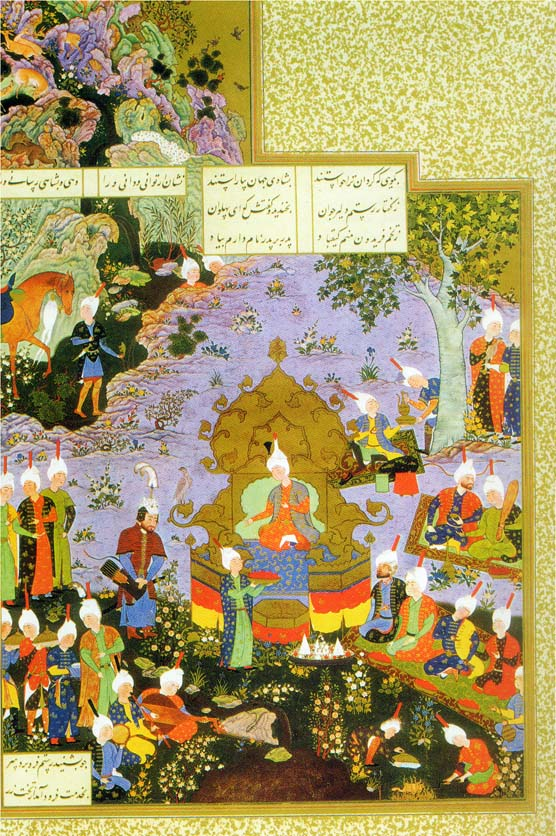
Uma cena do Épica dos Reis descrevendo o valor de Rustam

Apesar de inicialmente obscurecido pelo Árabe durante o Califado Omíada e o princípio do Califado Abássida, o Persa Moderno em breve se tornaria de novo uma língua literária da Ásia Central. O renascimento da língua na sua forma moderna é normalmente atribuído à geração de Ferdusi, Unsuri, Daquiqui, Rudaki, que usaram o nacionalismo pré-islâmico como forma de reviver a língua e os costumes do Irão Antigo.
Em particular diz Ferdusi no seu Épica dos Reis:
بسی رنج بردم در این سال سی
عجم زنده کردم بدین پارسی
“Durante trinta anos, aguentei muita dor e luta,
acordei os Ajam com  a sua verdadeira identidade, Parsi”.

#### Poesia
Tão forte é a aptidão persa para versificar expressões do dia-a-dia que se pode encontrar poesia em quase todas as obras clássicas, seja de literatura persa, ciência ou metafísica. Em suma, a capacidade de escrever em verso era um pré-requisito para qualquer erudito. Por exemplo, quase metade dos escritos médicos de Avicena estão em verso.
As obras da primeira era da poesia persa pós-islâmica são caracterizadas por um forte patrocínio da corte; uma extravagância de panegíricos, e o que é conhecido como سبک فاخر "de estilo exaltado". A tradição de patrocínio real talvez tenha começado durante a era Sassânida e continuou através das cortes Abássida e Samânida até todas as grandes dinastias persas. A cássida era talvez a forma mais famosa de panegírico usada, apesar de as quadras tal como as do Ruba’iyyat de Omar Caiam também serem muito populares.
O estilo coraçane, cujos seguidores são maioritariamente associados com a região do Coração, caracteriza-se pela sua dicção rígida, tom digno, e uma linguagem relativamente erudita. Os principais representantes deste lirismo são Asjadi, Farrukhi Sistani, Unsuri, e Manucheri. Mestres do panegírico como Rudaki são conhecidos pelo seu amor à natureza, abundando nos seus versos descrições evocativas.
Através destas cortes e do mecenato emergiu o estilo poético do épico, sendo o seu mais alto representante o Épica dos Reis de Ferdusi. Ao glorificarem o passado iraniano em versos heroicos e elevados, ele e outros notáveis como Daqiqi e Asadi Tusi deram aos iranianos uma fonte de orgulho e inspiração que ajudou a preservar um sentimento de identidade dos povos iranianos ao longo das épocas. Ferdusi estabeleceu um modelo seguido por muitos poemas mais tarde.
O século XIII marca a ascensão da poesia lírica com o consequente desenvolvimento do ghazal como forma de verso, tal como o crescimento da poesia mística e Sufi. Este estilo é normalmente chamado o "Estilo Araqi" (as províncias ocidentais do Irão eram conhecidas como o Araq-e Ajam, ou Iraque Persa) e é conhecido pelas suas qualidades líricas e emocionais, métrica rica, e pela simplicidade da sua linguagem. A poesia romântica emocional não era, contudo, nova, como mostram as obras de Vis-o Ramin, de Assad Gorgani e de Iusof o Zuleikha de Am'aq Bokharai. Poetas como Sana'i e Attar (que ostensivelmente inspirou Rumi), Khaqani Xirvani, Anvari, e Nezami, foram escritores de ghazals altamente respeitados. Contudo, a elite desta escola foram Rumi, Sadi, e Hafez Xirazi.
A respeito da tradição da poesia de amor persa durante a era Safávida, o historiador persa Ehsan Yarxater nota: "Em regra, o amado não é uma mulher, mas um jovem homem".
Nos primeiros séculos do Islão, os raides na Ásia Central produziram muitos jovens escravos. Estes eram também comprados e recebidos como presentes. Fazia-se os escravos servir como pajens na corte ou nas casas dos ricos, ou como soldados e guarda-costas. Homens jovens, escravos ou não, também serviam vinho nos banquetes e recepções, e os mais dotados podiam tocar música e manter uma conversa cultivada. Era o amor para com os jovens pajens, soldados, ou noviços de profissões e ofícios que era o objecto das introduções líricas a panegíricos desde o princípio da poesia persa e do ghazal."
No género didáctico, pode mencionar-se o Hadiqat ul-Haqiqah (Jardim da Verdade) de Sanai, tal como o Makhzan ul-Asrar (Tesouro dos Segredos) de Nezami. Algumas das obras de Attar também pertencem a este género, tal como as principais obras de Rumi, apesar de alguns as classificarem como de tipo lírico devido às suas qualidades místicas e emocionais. Além disso, alguns tendem a agrupar, neste estilo, as obras de Nácer Cosroes. Contudo, as obras-primas deste género literário são o Bustan e o Gulistão de Saadi de Xiraz.
Após o século XV, o estilo indiano de poesia persa (por vezes também chamado estilo Isfahani ou Safávida), dominou. Este estilo tem raízes na era Timúrida e produziu autores como Amir Khasrow Dehlavi, e Bhai Nand Lal Goya.

### Ensaios
Os ensaios mais importantes desta época são o Chahar Maqaleh de Nizami Arudhi Samarcandi, tal como a compilação de eventos de  Zahiriddin Nasr Muhammad Aufi, Jawami ul-Hikayat. A famosa obra de ibne Usmeguir , o Qabus Name (Um espelho para príncipes), é um trabalho muito estimado.
Também muito valorizado é o Siyasatname de Nizã Almulque, um famoso vizir persa.
O Kalile va Dimneh, traduzido de contos populares indianos, também pode ser mencionado nesta categoria. No contexto dos estudos literários persas é visto como uma colecção de adágios e não se considera ser folclórico.

### Biografias, hagiografias e história
Entre as obras históricas e biográficas mais importantes da literatura persa clássica pode referir-se o Tarikh-i Beyhaqi de Abdolfazl Beyhaghi, o Lubab ul-Alhab de Zairidim Nácer Maomé Aufi (que é considerado por muitos especialistas como uma fonte cronológica fiável), tal como o Tarikh-i Jahangushay-i Juvani de Ata Maleque Juveini, que se refere à história do Irão dos períodos Mongol e Ilcânida. O Tadkhirat al-Awliya (Biografias de Santos) de Attar é também um relato fiel dos místicos Sufi, que é referenciado por muitos autores sequentes e considerado uma obra significativa na hagiografia mística.

### Crítica literária
A obra mais antiga da crítica literária persa de após a conquista islâmica é o Muqaddameye Xahnameye Abu Mansuri, que foi escrito no período Samanida.  A obra diz respeito aos mitos e lendas da Épica dos Reis e é considerado o mais antigo exemplo de prosa persa. Mostra também a tentativa dos autores de avaliar criticamente os trabalhos literários.

### Contos persas

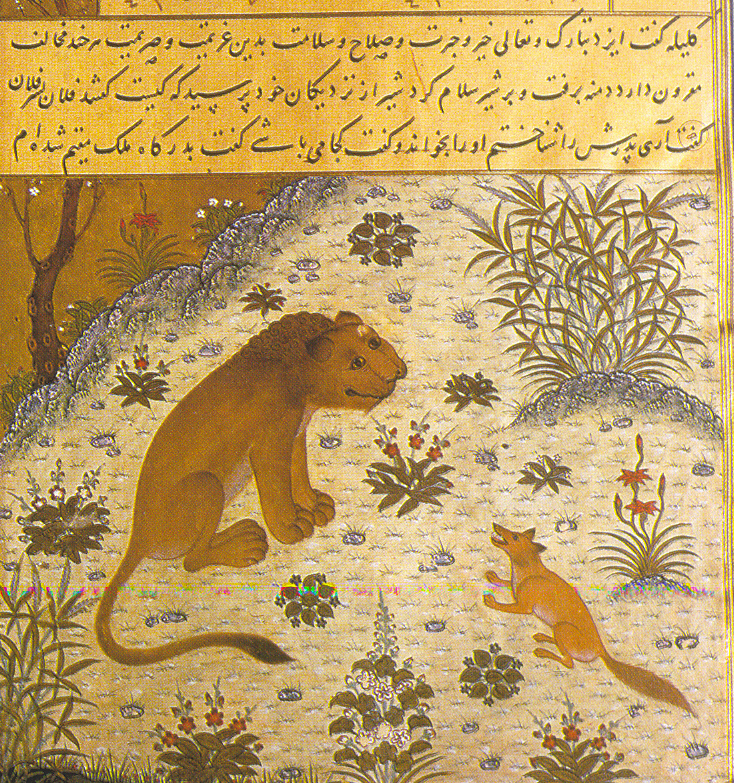
Calila e Dimna - Cópia de manuscrito persa de 1429, de Herate, representa o chacal tentando iludir o leão

As "Mil e uma Noites" (em persa: هزار و یک شب) é uma colecção de contos populares medievais que conta a história de Xerazade, uma rainha Sassânida que tem de contar uma série de estórias ao seu malevolente marido, o rei Xariar, para atrasar a sua execução.
As estórias são contadas ao longo do período de mil e uma noites, e todas as noites a rainha termina a estória com uma situação de suspense, obrigando assim o rei a mantê-la viva mais um dia. As estórias foram criadas através de vários séculos e por muitas pessoas de terras diferentes.
O núcleo da coleção é formado por um livro pálavi da era Sassânida chamado Hazar Afsanah ("Mil mitos", em persa: هزار افسانه), uma colecção de contos populares antigos persas e indianos.
Durante o reinado do califa abássida Harune Arraxide no século VIII, Bagdade tinha-se tornado uma importante cidade cosmopolita. Encontravam-se em Bagdade mercadores do Irão, China, Índia, África e Europa. Pensa-se que durante esta época foram coligidas oralmente durante muitos anos muitas das estórias que tinham sido originalmente contos populares, e depois compiladas num único livro. O compilador e tradutor para Árabe foi reputadamente o contador de estórias do século IX Abu Abedalá Maomé Algaxigar. A estória envolvente de Xeherazade parece ter sido adicionada no século XIV.

## Dicionários
Ali-Akbar Dehkhoda enumerou 200 obras lexicográficas persas no seu monumental Dicionário Dehkhoda, sendo os primeiros, o Farang-i Avim (فرهنگ اویم) e o Farang-i Menakhtay (فرهنگ مناختای), do fim da era Sassânida.
Os léxicos de Persa mais usados durante a Idade Média foram os de Abu Hafs Soghdi e de Asadi Tusi, escritos em 1092.
As obras do Dr. Mohammad Moin são também muito consideradas no corpus lexical da literatura persa. O primeiro volume do Dicionário Moin foi publicado em 1963.
Em 1645 Christian Ravius completou um dicionário de Persa-Latim, impresso em Leiden. Seguiu-se a edição de Oxford em dois volumes de J. Richardson (1/77) e os dicionários Persa-Inglês de Galdwin-Malda (1770), o dicionário Persa-Russo de Scharif e S. Peters (1869) e outras trinta obras lexicográficas até à decada de 1950.
Em 2002 o professor Hassan Anvari publicou o seu dicionário (Persa-Persa) Farhang-e Bozorg-e Sokhan em oito volumes pelas Publicações Sokhan.
Actualmente os dicionários de Inglês-Persa de Manuchehr Aryanpur e Soleiman Haim são muito usados no Irão.

## Influência da literatura persa na literatura mundial

### Literatura sufi
William Shakespeare referia-se ao Irão como "a terra de Sophy". Alguns dos mais amados poetas medievais do Irão foram Sufis e a sua poesia foi e é ainda muito lida por sufistas desde Marrocos à Indonésia. Rumi (Maulana) em particular é valorizado tanto como poeta como pela formação de uma ordem sufista muito disseminada. Os estilos e temas desta poesia religiosa têm sido extensamente imitados por muitos poetas sufis.
Muitos textos notáveis da literatura mística persa não são no entanto pemas, apesar de muito lidos e considerados. Entre eles estão o Kimiya-yi sa'aadat e o Asrar al-Tawhid.

### Subcontinente indiano
Com a emergência do Império Gasnévida e dos seus sucessores como os Gúridas, Timúridas e o Império Mogol, a cultura persa e a sua literatura disseminaram-se gradualmente pelo vasto subcontinente indiano O Persa era a língua da nobreza, dos círculos literários e da corte Mogol durante centenas de anos. Nos dias de hoje o Persa tem sido suplantado pelo Urdu, um dialecto do Hindustani fortemente influenciado pelo Persa. Sob o domínio Mogol, no século XVI, a língua oficial da Índia tornou-se o Persa. Só em 1832 o exército britânico obrigou a que a administração se passasse a fazer em Inglês. A poesia persa de facto floresceu nessa região enquanto a literatura iraniana pós-Safávida estagnava. Dehkhoda e outros estudiosos do século XX, por exemplo, basearam os seus trabalhos muito na lexicografia detalhada produzida na Índia, usando compilações como o  Adat al-Fudhala de Ghazi khan Badr Muhammad Dehlavi, o Farhang-i Ibrahimi de Ibrahim Ghavamuddin Farughi, e em particular o Farhang-i Anandraj de Maomé Padexá. Poetas e estudiosos famosos do sul da Ásia como Amir Khosrow Dehlavi, Mirza Ghalib e Muhammad Iqbal de Lahore conseguiram muitos admiradores no próprio Irão.

### Literatura ocidental
A literatura persa era pouco conhecida no ocidente antes do século XIX. Tornou-se muito mais popular após a publicação de várias traduções de obras de poetas da Idade Média tardia, e inspirou obras de vários poetas e escritores.

#### Literatura alemã
- Em 1819, Goethe publicou o seu West-östlicher Divan, uma coleção de poemas líricos inspirados por uma tradução de Hafiz (1326-1390).
- O ensaista e filósofo alemão Nietzsche escreveu o livro Assim falou Zaratustra),[10] (1883-1885), referindo-se ao antigo profeta iraniano Zaratustra (cerca de 1700 antes de Cristo).

#### Literatura inglesa
- Em 1832 James Atkinson, um médico a trabalhar para a Companhia Britânica das Índias Orientais, publicou uma seleção do Épica dos Reis de Ferdusi.
- Uma porção desta seleção foi mais tarde versificada pelo poeta britânico Mathew Arnold, no seu Rustan and Sohrab de 1853.
- O poeta norte-americano Ralph Waldo Emerson foi outro admirador da poesia persa. Publicou vários ensaios em 1876 discutindo-a: Letters and Social Aims, From the Persian of Hafiz e Ghaselle.

Talvez o poeta persa mais popular do século XIX e do princípio do XX tenha sido Omar Khayyam (1048-1123), cujo Rubaiyat foi traduzido por Edward Fitzgerald em 1859. Khayyam é mais estimado como cientista do que como poeta no seu país, mas através da tradução de Fitzgerald tornou-se um dos poetas mais citados em Inglês. O verso de Khayyam - "Um naco de pão, um cântaro de vinho e tu" é bastante conhecido, mesmo por quem não lhe conhece o autor.
O poeta e místico persa Rumi (1207-1273) (conhecido com Molana no Irão) atraiu muitos admiradores no final do século XX e no princípio do XXI. Traduções populares de Coleman Barks apresentaram Rumi como um sábio da "New Age". Há também algumas traduções mais literárias de estudiosos como A. J. Arberry.
Os poetas clássicos (Hafez, Saadi, Khayyam, Rumi, Nizami e Ferdusi) são actualmente bastante conhecidos fora do Irão, em particular nos países de expressão inglesa, e podem ser lidos através de numerosas traduções. Outras obras de literatura persa não estão traduzidas e são pouco conhecidas.

#### Literatura sueca
Durante o século XX foram traduzidas para Sueco numerosas obras da literatura clássica persa pelo barão Eric Hermelin. Este traduziu obras de, entre outros, Farid ad-Din Attar, Rumi, Ferdusi, Omar Khayyam, Saadi e Sana'i. Influenciado pelos escritos do místico sueco Emanuel Swedenborg, atraíram-no em particular os aspectos religiosos dos sufis da poesia persa clássica. As suas traduções tiveram um grande impacto em numerosos escritores suecos contemporâneos, entre eles Karl Wennberg, Willy Kyrklund e Gunnar Ekelöf. Namdar Nasse e Anja Malmberg traduziram para Sueco, em prosa, excertos do Xanamé de Ferdusi.

## Literatura persa contemporânea

### História
No século XIX a literatura persa passou por uma mudança significativa. O começo desta mudança pode ser exemplificado por um incidente em meados do século, na corte do rei Naceradim Xá Cajar, quando o primeiro ministro reformista Amir Kabir atacou o poeta Habibollah Qa'ani por mentir num panegírico cássida escrito em honra de Kabir. Este via a poesia em geral, e o tipo de poesia que se tinha desenvolvido durante o período Cajar em particular, como prejudiciais ao progresso e à modernização da sociedade iraniana, a qual ele acreditava precisar desesperadamente de mudança. A mesma preocupação foi expressa por outros, como Fath-'Ali Akhunzadé, Mirza Aqa Khan Kermani e Mirza Malkom Khan. Este último dedicou-se a resolver a necessidade de mudança na poesia persa também em termos literários, ligando-a sempre a preocupações sociais.

Abdolhossein Zarrinkoub, mestre da literatura persa e da crítica literária.

O novo movimento literário não pode ser compreendido sem perceber os movimentos intelectuais entre os círculos filosóficos iranianos. Dado o clima político no Irão no fim do século XIX e no princípio do XX, que levou à Revolução Constitucional Iraniana entre 1906 e 1911, a ideia de que uma mudança era necessária na poesia tornou-se comum. Muitos argumentavam que a poesia persa deveria refletir a realidade de um país em transição. Esta ideia foi propagada por figuras literárias notáveis como Ali-Akbar Dehkhoda e Abolqasem Aref, que desafiaram o sistema tradicional de poesia persa introduzindo novos conteúdos e fazendo experiências com a retórica, o léxico, a semântica e a estrutura. Dekhoda, por exemplo, usou uma forma tradicional menos conhecida, o mosamate, para se referir, de forma exaltada, à execução de um jornalista revolucionário. Aref usou o Ghazal para escrever o seu Payam-e Azadi (Mensagem de Liberdade).
Um importante movimento da literatura persa moderna centrou-se nas questões da modernização e da ocidentalização, e se estas palavras eram sinónimos na descrição da evolução da sociedade iraniana. Após as obras pioneiras de Ahmad Kasravi, Sadeq Hadayat e muitos outros, a literatura comparada e a crítica literária progrediram com o aparecimento de Abdolhossein Zarrinkub, Xahroh Meskub, Houxang Golxiri e Ebrahim Golestan.

### Literatura persa no Afeganistão
A literatura persa no Afeganistão passou por uma grande mudança durante o século XX. No princípio do século o país foi confrontado com mudanças económicas e sociais, que motivaram uma abordagem nova face à literatura. Em 1911 Mahmud Tarzi, que voltou ao Afeganistão do exílio na Turquia e foi influente nos círculos políticos, fundou uma publicação quinzenal chamada Saraj ul-Akhbar. Saraj foi não só a primeira publicação no país como lançou um novo período de mudança e de modernização no jornalismo e na literatura, e abriu caminho para que a poesia explorasse novas formas de expressão. Em 1930 (1309 AH) um grupo de escritores fundou o Círculo Literário de Herat. No ano seguinte, um outro grupo chamado "Círculo Literário de Cabul" foi fundado na capital. Ambos os grupos publicaram revistas regularmente dedicadas à cultura e à literatura persa. No entanto ambos, especialmente a publicação de Cabul, tiveram pouco sucesso em tornar-se instituições de poesia e literatura modernas. Ao fim de algum tempo, a publicação de Cabul transformou-se num baluarte de escritores e poetas tradicionais, e o modernismo na literatura Dari foi empurrado para as franjas da vida social e cultural.
Três dos mais importantes poetas clássicos no Afeganistão na altura foram Qari Abdullah, Abdul Haq Betab e Khalil Ullah Khalili. Os dois primeiros receberam o título de Mele ul-Xoara (rei dos poetas). Khalili, o terceiro e o mais novo, foi atraído para o estilo coraçane em vez do tradicional estilo Hendi. Interessou-se também pela poesia moderna e escreveu alguns poemas com um estilo mais moderno e com novos aspetos de pensamento e de significado. Em 1939, após a publicação de dois poemas de Nima Iuxij intitulados Gharab e Ghaghnus, Khalili escreveu um poema com o título Sorude Kuhestan, ou "A canção da terra montanhosa", com o mesmo padrão de rima de Nima, e enviou-o ao Círculo Literário de Cabul. Aí os tradicionalistas recusaram-se a publicá-lo porque não estava escrito na rima tradicional, criticando Khalili por modernizar o seu estilo.
Gradualmente os novos estilos entraram na literatura e nos círculos literários, apesar da oposição dos tradicionalistas. O primeiro livro de novos poemas foi publicado em 1957 e em 1962 uma coleção de poesia persa moderna foi publicada em Cabul. O primeiro grupo a escrever poemas no novo estilo compunha-se de Mahmud Farani, Baregh Xafi'i, Solayman Layeq, Sohail, Ayné e alguns outros. Mais trade juntaram-se-lhes Vasef Bokhtari, Asadullah Habib e Latif Nazemi.
Outras figuras notáveis incluem Leila Sarahat Roxani, Sayed Elan Bahar e Parwin Pazwak. Poetas como Maiakovsky, Yase Nien e Lahuti (um poeta iraniano vivendo no exílio na Rússia) influenciaram especialmente os poetas de língua persa afegãos. A influência dos iranianos (p. ex. Farrokhi Yazdi e Ahmad Xamlu) na prosa e literatura afegãs, especialmente na segunda metade do século XX, deve também ser considerada.
Escritores importantes como Asef Soltandzé, Reza Ebrahimi, Ahmed Mohammadi e Abbas Jafari cresceram no Irão e foram influenciados por escritores e professores iranianos.

### Literatura persa no Tajiquistão
A poesia moderna no Afeganistão tem como principal tema os modos de vida, e é influenciada pelo ambiente revolucionário soviético. Desde os anos de 1950 até ao advento da nova poesia em França, Ásia e América Latina, o impacto do impulso modernizador foi forte. Nos anos de 1960 a moderna poesia persa e a de Muhammad Iqbal tiveram um impacto profundo na poesia Tajique. Este período é provavelmente o mais rico e o mais prolífico para o desenvolvimento de temas e de formas na poesia persa no país. Alguns poetas tajiques foram sobretudo imitadores; apenas dois ou três poetas, apesar de influenciados pela literarura estrangeira consequiram compôr poesia original. No Tajiquistão o formato dos contos e romances baseia-se na literatura russa e europeia. Alguns dos nomes mais proeminentes da literatura em Persa no país são: Golrokhsar Safi Eva, Mo'men Ghena'at, Farzané Khojandi e Layeq Xir-Ali.

### Crítica literária
Os pioneiros da crítica literária persa no século XIX incluem Mirza Fath Ali Akhundzadé, Mirza Malkam Khan, Mirza `Abd al-Rahim Talebof e Zeyn al-Abedin Maraghei.
Said Nafisi analisou e editou numerosas obras críticas. É bem conhecido pelas suas obras acerca de Rudaki e da literatura Sufi. Parviz Natel-Khanlari e Golamhossein Yussefi, que pertencem à geração de Nafisi, também se envolveram na literatura moderna e na escrita crítica. Natel-Khanlari distinguiu-se pela simplicidade do seu estilo. Não seguiu os tradicionalistas nem advogou o novo; em vez disso a sua técnica acomodou todo o espetro da criatividade e da expressão na literatura persa. Outro crítico, Ahmad Kasravi, atacou os escrtiores e poetas cujas obras serviram o despotismo.
A crítica literária atingiu a sua maturidade com Sadeq Hedayat, Ebrahim Golestan, Huxang Golxiri, Abdolhossein Zarrinkub e Xarokh Meskub. Entre eles, Zarrinkub ocupou posições académicas e tinha reputação não apenas entre os intelectuais mas também nas universidades. Além da sua significativa contribuição para a maturidade da língua e da literatura persas, Zarrinkub impulsionou a literatura comparada e a crítica literária. O Serr-e Ney que escreveu é uma análise comparativa do Masnavi de Rumi. Por outro lado, Xarokh Meskub estudou o Xanamé de Ferdusi usando os princípios da moderna crítica literária.
A maior contribuição de Mohammad Taghi Bahar neste campo foi o seu livro Sabk Xenási (estilística). O livro é uma história alargada da prosa literária persa, e como tal uma intervenção importante na sua historiografia literária.
Jalal Homaei, Badiozman Foruzanfar e o seu pupilo Mohammad Reza Xafieikadkani são outras figuras notáveis que editaram proemientes obras literárias.
Ala Khan Afsahzad levou a cabo uma análise crítica das obras de Jami. O seu livro clássico recebeu o prestigiado prémio de melhor livro do Irão no ano 2000.

### Contos
Historicamente, a moderna escrita de contos em Persa passou por três fases de desenvolvimento:
- Período formativo
- Período de crescimento e de consolidação
- Período de diversificação

### Poesia
Incluem-se entre os notáveis poetas persas, modernos e clássicos, os seguintes: Mehdi Akhavan-Sales, Simin Behbahani, Forough Farrokhzad, Mohammad Zohari, Bijan Jalali, Mina Assadi, Siavash Kasraie, Fereydoon Moshiri, Nader Naderpour, Sohrab Sepehri, Mohammad-Reza Shafiei-Kadkani, Ahmad Shamlou, Nima Yushij, Manouchehr Atashi, Houshang Ebtehaj, Mirzadeh Eshghi (clássico), Mohammad Taghi Bahar (clássico), Aref Ghazvini (clássico), Parvin Etesami (clássica), e Shahriar (clássico).

#### Poesia persa clássica em tempos modernos
Alguns poetas clássicos apareceram desde o século XIX, entre os quais Mohammad Taghi Bahar e Parvin Etesamin são os mais admirados. Mohammad Tagi Bahar tinha o título de "Rei dos Poetas" e teve um papel importante no desenvolvimento da literatura persa como uma instituição independente no princípio do século XX. O tema dos seus poemas é a situação política e social do Irão.
Parvin Etesami pode ser considerada a maior poetisa iranaiana a escrever no estilo clássico. Uma das suas séries poéticas, chamada Mast va Hoxyar (O bêbado e o sóbrio), foi objecto da admiração de muitos dos envolvidos na poesia romântica.

#### Poesia persa moderna
Nima Yuxij é considerado como o pai da pesia persa moderna, introduzindo muitas técnicas e formas para diferenciar a arte nova da velha. Apesar disso, o crédito da popularização desta nova forma literária, num país e numa cultura baseadas numa poesia clássica com milhares de anos, vai para alguns dos seus discípulos, como Ahmad Xamlu, que adoptaram os métodos de Nima e experimentaram novas técnicas de poesia moderna.